# ازدواج‌ها (فیلم)
ازدواج‌ها (ایتالیایی: Matrimoni) فیلمی در ژانر کمدی و کمدی رمانتیک به کارگردانی کریستینا کومنچینی است. از بازیگران آن می‌توان به فرانچسکا نری و استفانیا ساندرلی اشاره کرد.